# Alfalinoleenzuur
Alfalinoleenzuur (Engels: α-Linolenic acid, afgekort tot ALA) is een essentieel vetzuur voor mensen en zoogdieren, wat betekent dat het lichaam het niet zelf kan maken. Voor optimale groei en conditie is 0,5 procent van de energie-inname per dag nodig, wat voor een volwassene neerkomt op ongeveer 2 tot 3 gram per dag. Er is nog één ander essentieel vetzuur, linolzuur.

## Chemische indeling
Linoleenzuur (CH3(CH2CH=CH)3(CH2)7COOH) heeft 18 koolstofatomen en drie onverzadigde bindingen tussen koolstofatomen 3-4, 6-7 en 9-10, geteld vanaf het koolstofatoom op het einde (CH3-). Vandaar de benaming n-3-vetzuur of omega 3 (ω3)-vetzuur. Notatie is C18:3 n-3 (zie vetzuur). Er is ook nog het gammalinoleenzuur dat uit linolzuur wordt gemaakt. Dat is een n-6-vetzuur.

## Werking
Uit linoleenzuur worden de langeketen-n-3-vetzuren met 20 en 22 koolstofatomen gemaakt (onder andere cervonzuur), die belangrijke bouwstenen zijn van membranen in onder andere de hersenen en retina. Linoleenzuurdeficiëntie is nadelig voor de hersenen, ogen en het gehoor. Linoleenzuurdeficiëntie komt echter nauwelijks voor, omdat de voeding voldoende linoleenzuur en langketen-n-3-vetzuren bevat. Wat het lichaam aan linoleenzuur niet nodig heeft wordt verbrand en niet opgeslagen in vetweefsel. Dit in tegenstelling tot linolzuur dat wel wordt opgeslagen in vetweefsel. Verder kan het lichaam de langeketenvetzuren die uit linoleenzuur worden gemaakt, gedeeltelijk vervangen door langeketenvetzuren die uit linolzuur worden gemaakt zonder dat dit tot functionele stoornissen leidt.
Door te weinig opname van alfalinoleenzuur is het risico op hart- en vaatziekten groter. Dit komt doordat de ratio ω-6/ω-3 uit balans is. Deze ratio is ideaal tussen 1/1 en 4/1, bij het westerse dieet liggen de ratio vaak tussen 10/1 en 30/1. Daarom zijn de ω-3-supplementen zo populair. Er zijn verschillende opvattingen over de gezondheidsproblemen gekoppeld aan te weinig alfalinoleenzuur en andere, deze zijn ook niet allemaal bewezen.

## Vindplaatsen
Linoleenzuur zit in sommige plantaardige oliën. De belangrijkste bronnen zijn met tussen haakjes het percentage α-linoleenzuur: lijnzaadolie (55%), sacha-inchiolie (48%), chiazaad (18%), walnoten (10%), rijstolie (1%) en verder in geringe mate in groene bladgroenten. Er is ook een type saffloer met zaden waarin 10% linoleenzuur voorkomt.
De langeketen-n-3-vetzuren, die het lichaam uit linoleenzuur maakt, zitten in vlees, vis en visolie.